# Odonskål
Odonskål (Monilinia megalospora) är en svampart som först beskrevs av Woronin, och fick sitt nu gällande namn av Whetzel 1945. Odonskål ingår i släktet Monilinia och familjen Sclerotiniaceae.  Arten är reproducerande i Sverige. Inga underarter finns listade i Catalogue of Life.